# Chuyện tình mùa đông
Chuyện tình mùa đông (tựa gốc: Winter's Tale; tựa phát hành tại Anh Quốc là A New York Winter's Tale) là một phim điện ảnh lãng mạn kỳ ảo của Mỹ năm 2014, dựa trên tiểu thuyết cùng tên năm 1983 của Mark Helprin. Do Marc E. Platt, Michael Tadross và Tony Allard sản xuất, phim do Akiva Goldsman đạo diễn kiêm viết kịch bản (cả hai trong vai trò đầu tay). Phim có sự tham gia của Colin Farrell, Jessica Brown Findlay, Jennifer Connelly, William Hurt, Eva Marie Saint, Russell Crowe và Will Smith.